# Merrill (Wisconsin)
Merrill – miasto w Stanach Zjednoczonych, w stanie Wisconsin, siedziba administracyjna hrabstwa Lincoln.